# Ankylophallus chacaitus
Ankylophallus chacaitus är en mångfotingart som beskrevs av Chamberlin 1941. Ankylophallus chacaitus ingår i släktet Ankylophallus och familjen Chelodesmidae. Inga underarter finns listade i Catalogue of Life.